# Capnodium fibrosum
Capnodium fibrosum är en svampart som beskrevs av Berk. 1855. Capnodium fibrosum ingår i släktet Capnodium och familjen Capnodiaceae.   Inga underarter finns listade i Catalogue of Life.